# Three (серия комиксов)
Three — ограниченная серия комиксов, состоящая из 5 выпусков, которую в 2013—2014 годах издавала компания Image Comics.

## Синопсис
После кровавой резни выжило 3 человека. Они направляются в Месини, отрываясь от полчища спартанцев.

### Выпуски
| № | Дата выхода     | Оценка н Comic Book Roundup     |
| - | --------------- | ------------------------------- |
| 1 | 9 октября 2013  | 7,9 из 10 на основе 20 рецензий |
| 2 | 13 ноября 2013  | 7,8 из 10 на основе 10 рецензий |
| 3 | 11 декабря 2013 | 8,8 из 10 на основе 5 рецензий  |
| 4 | 8 января 2014   | 8,7 из 10 на основе 3 рецензий  |
| 5 | 26 февраля 2014 | 9 из 10 на основе 4 рецензий    |

### Сборники
| Название | Тип            | Дата выхода   | Собранный материал | Кол-во страниц | ISBN                       |
| -------- | -------------- | ------------- | ------------------ | -------------- | -------------------------- |
| Three    | Мягкая обложка | 9 апреля 2014 | Three #1-5         | 146            | 978-1607069638, 1607069636 |

## Реакция

### Отзывы критиков
На сайте Comic Book Roundup серия имеет оценку 8,4 из 10 на основе 42 рецензий. Джошуа Йел из IGN дал первому выпуску 6,8 балла из 10 и посчитал, что персонажи, нарисованные Райаном Келли, «идеально соответствуют времени». Меган Дамор из Comic Book Resources, обозревая дебют, писала, что «в руках Гиллена и Келли Three представляет собой новую захватывающую серию». Её коллега Мэрикейт Джаспер, рецензируя второй выпуск, отмечала, что он слабее первого, но сам по себе хороший. Роб Макмонигал из Newsarama поставил дебютному выпуску оценку 8 из 10 и похвалил визуальные эффекты комикса.

### Продажи
Ниже представлен график продаж комикса за первый месяц выпуска на территории Северной Америки.